# Another Code : Mémoires doubles
Another Code : Mémoires doubles (Anazā Kōdo Futatsu no Kioku (アナザーコード 2つの記憶) est un jeu vidéo d'aventure sorti en 2005, développé par la société japonaise Cing et édité par Nintendo pour la Nintendo DS.
Une suite intitulée Another Code: R - Les Portes de la mémoire est sortie en 2009 sur Wii. Un remake du jeu et de sa suite est sorti dans la collection Another Code: Recollection en 2024 sur Nintendo Switch.

## Trame

### Synopsis
La veille de ses 14 ans, Ashley Mizuki Robins reçoit une lettre de son père qu'elle croyait mort depuis ses 3 ans avec une machine nommée DAS. Son père lui demande de le rejoindre sur l'île de Blood Edward. Sur cette île, elle perdit sa tante, Jessica Robins. Dans un cimetière, elle rencontre un fantôme nommé D. Celui-ci lui demande de l'aider à retrouver sa mémoire. Mais pourquoi le père d'Ashley ne veut pas se montrer ? Qu'est ce que cette DAS ? Pourquoi Jessica a été enlevée ?

## Système de jeu
On dirige les personnages en glissant avec le stylet sur des trajets préenregistrés. Cliquez avec le stylet sur les objets qui sembleront vous sortir d'affaire et tournez, soufflez ou cliquez comme si l'objet était en face de vous (ex: pour la manivelle du pont, au tout début du jeu, faire des ronds avec le stylet). Parfois, il y aura une loupe en haut à droite de l'écran tactile. S'il y a une loupe, ça veut dire qu'il y a quelque chose à faire ou à trouver tout de suite ou plus tard. Parfois, D ou un autre personnage vous posera des questions. Il faudra donner les bonnes réponses pour finir le jeu.

## Accueil

### Critique
| Publication                         | Note                         |
| ----------------------------------- | ---------------------------- |
| AN Adventure Gamers                 | 4,5 / 5                      |
| JPN Famitsu                         | 35 / 40                      |
| AN GameSpot                         | 7,2 / 10                     |
| RU IGN                              | 6 / 10                       |
| FR Gamekult                         | 6 / 10                       |
| FR Jeuxvideo.com                    | 14 / 20                      |
| Compilations de plusieurs critiques |                              |
| GameRankings                        | 73 % (basé sur 61 critiques) |
| Metacritic                          | 70 % (basé sur 51 critiques) |

Le jeu a été raisonnablement bien accueilli par la critique notamment grâce à son histoire même si beaucoup de personne lui ont reproché sa trop courte durée de vie et sa facilité à certains passages.